# Kaufhaus (Ruda Śląska)

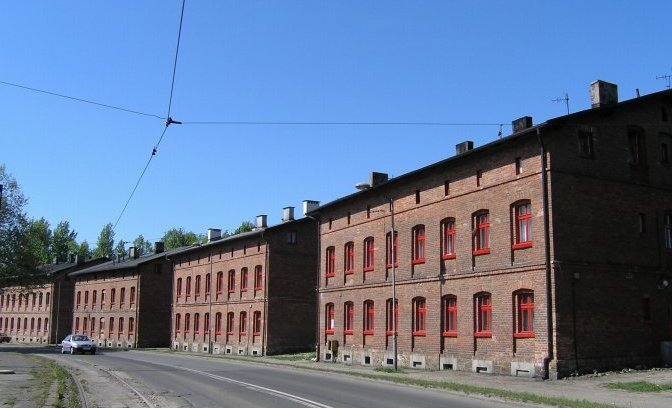
Osiedle Kaufhaus. Popularne domy wielorodzinne z czerwonej cegły to familoki wzdłuż ulicy Niedurnego

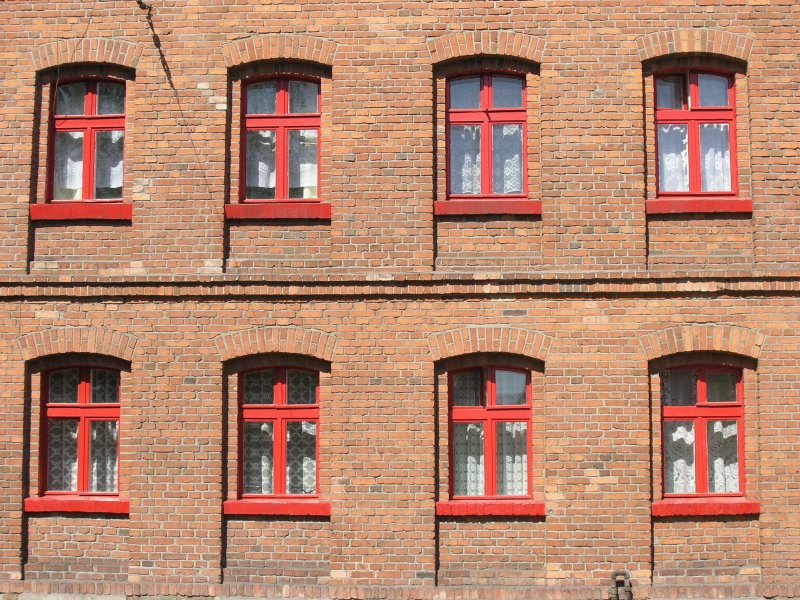
Okna familoków na osiedlu Kaufhaus

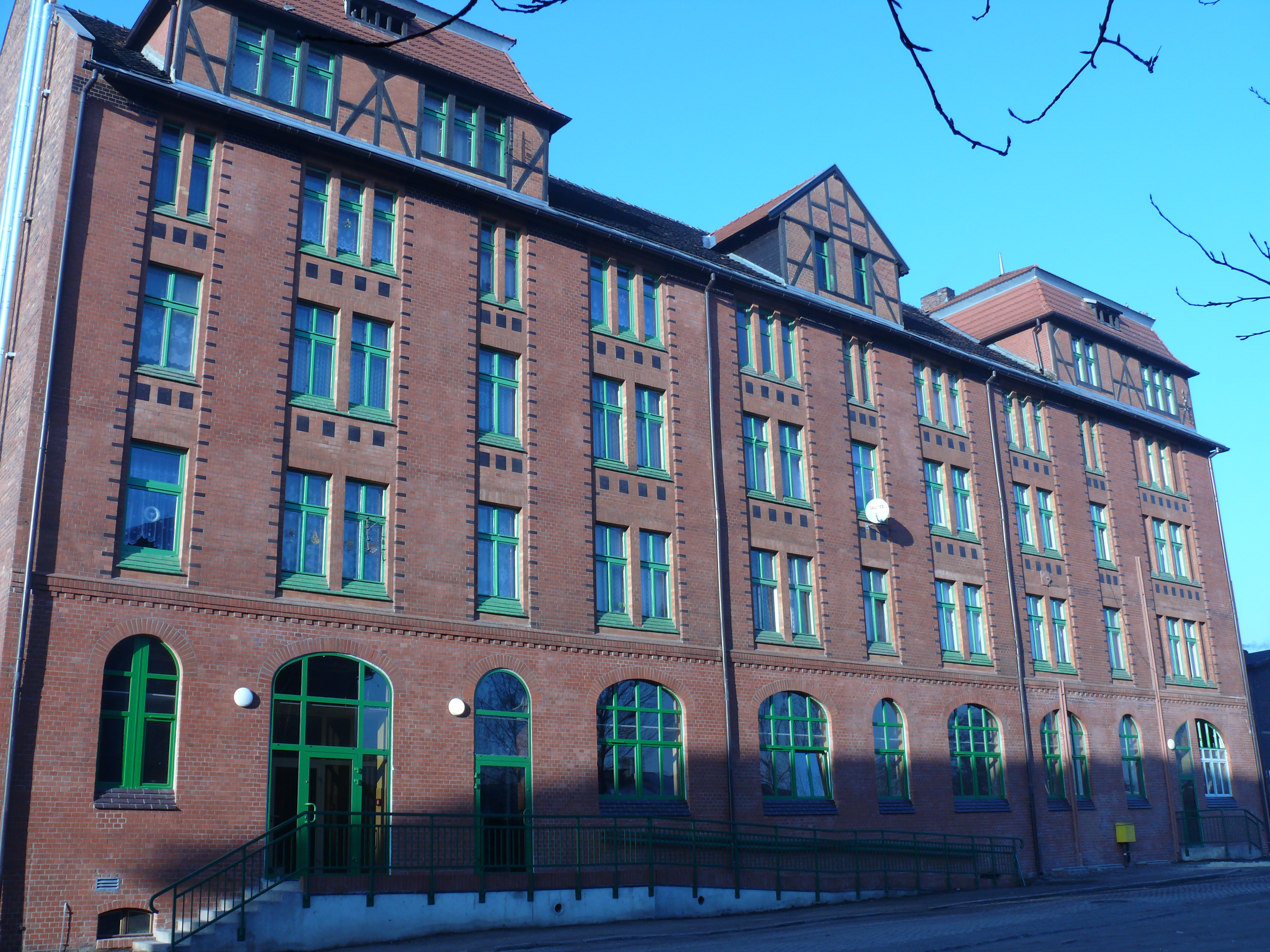
Reprezentacyjny budynek na osiedlu Kaufhaus

Kaufhaus (brak nazwy polskiej, śl. gwar. Kafhauz) – zabytkowe osiedle robotnicze położone w Rudzie Śląskiej na granicy dwóch przemysłowych dzielnic: Nowego Bytomia i Chebzia. Jest to charakterystyczny ciąg budynków zlokalizowanych na łuku obecnej ulicy Niedurnego.

## Historia
Osiedle Kaufhaus zostało wybudowane w latach 1880–1913 dla pracowników powstałej w 1840 roku huty „Pokój”. Na osiedlu z czasem powstała również część usługowa, wybudowano m.in.: dom noclegowy dla samotnych robotników i nowoczesny dom towarowy. Około 1906 roku powstała druga część osiedla, położona przy obecnej ulicy Podgórze. Budynki mieszkalne na osiedlu to typowe familoki. Jest tu zabudowa blokowa z klatkami schodowymi, ciągnąca się wzdłuż ulic. We wszystkich budynkach były dwupokojowe mieszkania, po dwa na każdym piętrze. Na każde dwa mieszkania przypadała jedna ubikacja, położona na półpiętrze. W 1913 roku powstał wielkomiejski budynek (ul. Pileckiego 21–23), w którym na parterze mieściła się piekarnia. Zagrał on w filmie pt. Paciorki jednego różańca. Jego układ świadczył o tym, że planowano dalszą rozbudowę osiedla, jednak wybuch I wojny światowej zniweczył te plany. W 1933 roku całe osiedle liczyło około 40 wolnostojących budynków z trzema reprezentacyjnymi gmachami.
W latach 80. XX wieku zapadła decyzja o rozbiórce Kaufhausu, w rezultacie połowa najstarszej części osiedla przestała istnieć (m.i.n. w rejonie ul. Podgórze, ul. W. Pileckiego, ul. H. Kubicy). W pierwszych kilku latach XXI wieku przeprowadzono remont ulicy oraz osiedla.

## Architektura
Budynki mieszkalne na osiedlu to typowe familoki, z elewacją budynków ze skromnymi detalami architektonicznymi, mające dwa piętra i dwuspadowy dach. Domy budowane były w dwóch typach: w pierwszym typie na każdym piętrze umieszczono sześć małych mieszkań, do których wchodziło się z jednej klatki schodowej. Zaplecze gospodarcze i sanitariaty były zlokalizowane na podwórzu. W drugim typie domów zbudowano dwie klatki schodowe, na każdym piętrze znajdowały się po dwa duże mieszkania, składające się z dwóch większych pokoi (śl: izb) oraz kuchni.

## Transport
Obok osiedla przebiega jedna z najważniejszych ulic miasta: ul. Niedurnego. Przy niej znajduje się przystanek autobusowy, skąd odjeżdża 7 linii autobusowych w kierunku wszystkich dzielnic miasta oraz do miasta Mikołów. Przebiega tamtędy także linia tramwaju w kierunku Bytomia oraz Chorzowa i Świętochłowic.

## Hutniczy dom towarowy „Kaufhaus”
Hutniczy dom towarowy „Kaufhaus” (niem. Hütten-Kaufhaus Friedenshütte, śl. Kafhauz) wybudowano pośrodku osiedla w 1904 roku (między główną ulicą przelotową z linią tramwajową, ob. ul. Niedurnego a centralną ulicą kolonii, ob. ul. Pileckiego), jako zwieńczenie pierwszego etapu budowy. „Kaufhaus” samoistnie wyznaczył centrum osiedla, wokół którego koncentrowało się życie mieszkańców i od którego osiedle zaczerpnęło nazwę. Był w tamtych czasach bardzo nowoczesnym przedsięwzięciem, spełniającym najnowsze standardy higieniczne i fenomenem wykraczającym poza Górny Śląsk. Na trzech kondygnacjach budynku znajdowała się przestrzeń handlowa podzielona na działy oferujące różne grupy towarów. Był wyposażony m.in. w windy i ubojnię. Firma prowadząca „Kaufhaus” reklamowała bogaty wybór towarów w gazetach i czasopismach kupieckich na Śląsku i w Niemczech.
Kaufhaus jest najstarszym tego typu obiektem handlowym w Polsce, a także jednym z najstarszych w Europie.